# Simcha Bunem von Przysucha

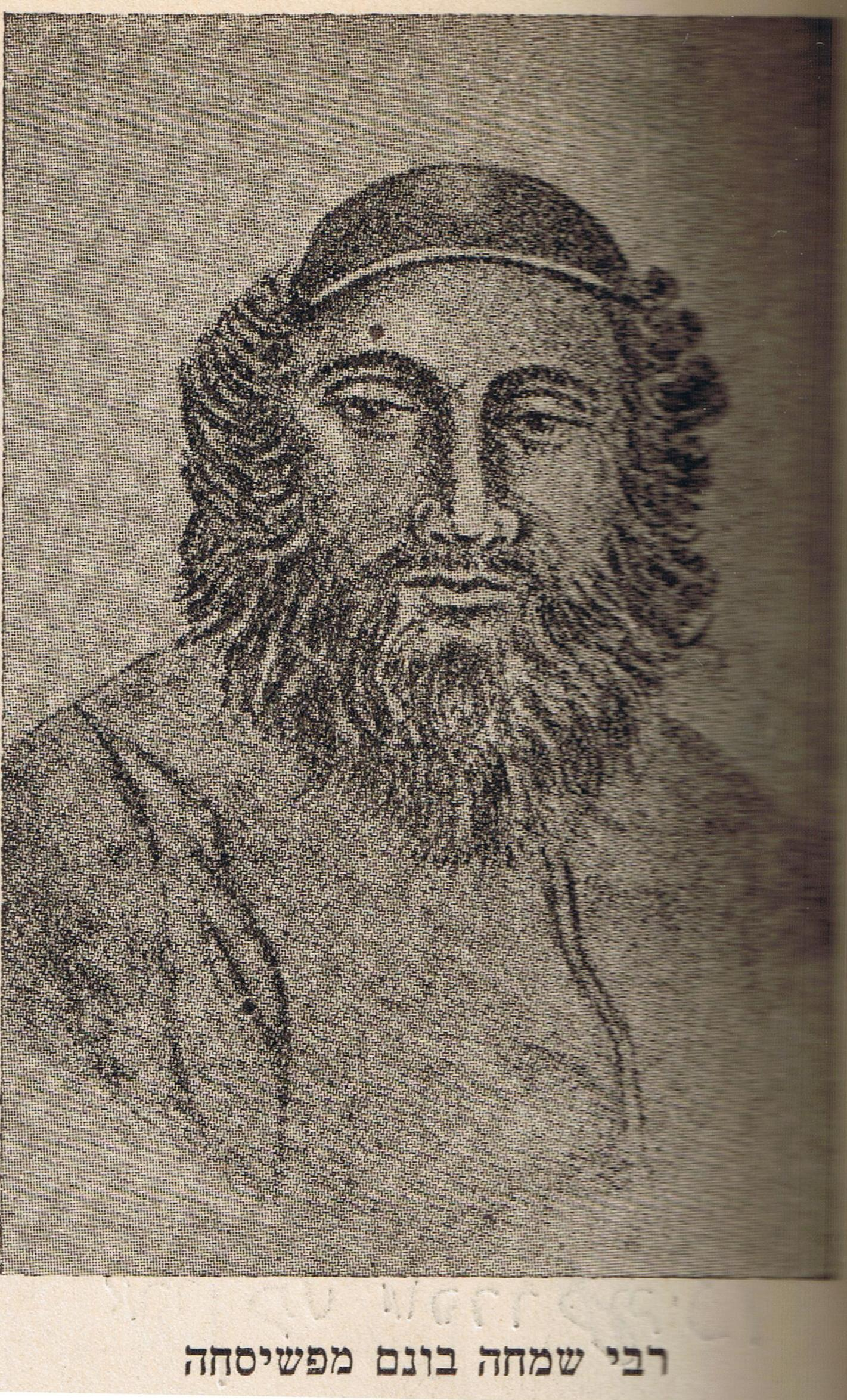
Simcha Bunem von Przysucha

Simcha Bunem Bonhart von Przysucha (geb. 1765; gest. 4. September 1827 in Przysucha/Polen) war ein chassidischer Zaddik in Polen.

## Leben und Werk
Sein Vater, Rav Zvi, war ein Wanderprediger (Maggid) in Polen und Westeuropa. Simcha Bunem war ein Nachkomme von Joel Serkes. In seiner Jugend studierte Simcha Bunem in Jeschiwot in Mattersdorf und Nikolsburg. Nach seiner Rückkehr nach Polen unternahm er als Angestellter in einer Holzverarbeitungsfirma Reisen nach Leipzig, schloss später ein Studium der Pharmakologie in Danzig ab, eröffnete in Przysucha eine Apotheke und wurde wohlhabend. Gleichzeitig setzte er in Lublin seine chassidischen Studien beim Seher von Lublin fort und wurde ein Freund und Lieblingsschüler von Jaakow Jizchak von Przysucha, dem er als Zaddik nachfolgte.
Simcha Bunem war kein Mann der Wundertaten, sondern basierte seine Auslegung des Chassidismus auf das Studium der Tora. Gelehrte junge Männer sammelten sich um ihn, von denen viele für einen gewissen Zeitraum ihre Familien verließen, um in Przysucha bzw. Pschys'cha, wie der Ort auf Jiddisch genannt wurde, ein chassidisches Leben zu führen. Seine Schüler studierten den Talmud und gelehrte Werke, insbesondere die Schriften von Judah Löw, des „Maharal“ aus Prag. Simcha Bunem teilte die Ansicht seines Lehrers, wonach es bei der Ausführung der Gebote auf die innere Einstellung ankomme, und verschob insbesondere die Anfangszeiten der rituellen Gebete. Seine Anhänger begannen das Gebet erst, nachdem sie durch vorherige Meditation den erforderlichen Geisteszustand erreicht hatten, und widersetzten sich gewissen Äußerlichkeiten der chassidischen Lebensführung. Simcha Bunem beteiligte sich aktiv am politischen Leben des polnischen Judentums; er wurde als jüdischer Vertreter der Provinz Sandomierz gewählt und war Mitglied der Regierungskommission („Komitet“) über jüdische Angelegenheiten. 
Als Kernaussage fordert der Chassidismus von Przysucha die bewusste Ehrlichkeit mit sich selbst. Simcha Bunem meinte, der Chassid müsse das Gebot „Ihr sollt einander nicht täuschen“ (Lev 25,17 ) auch auf sich selbst beziehen. Ein überlieferter Ausspruch von ihm lautet: „Gottes Werke sind ein Mysterium; die Vernunft ist leicht, deshalb ist Vernunft größer als Werke.“ Gegen Ende seines Lebens wurde er blind, setzte jedoch seine Studien und seine Lehrtätigkeit fort. Zu seinem Nachfolger ernannte er seinen Sohn Abraham Moses, tatsächlich wurde jedoch die Führung der Gruppe von Menachem Mendel von Kotzk übernommen. Zu seinen Schülern gehörten Jitzchak Meir Alter, der Begründer der chassidischen Ger-Bewegung in Góra Kalwaria, Mordechai Josef von Izbica Lubelska und Chanoch von Aleksandrów. Die Aussagen von Simcha Bunem wurden von seinen Schülern gesammelt und erschienen 1859 in Kol Simcha.